# Baltimore and Ohio Railroad

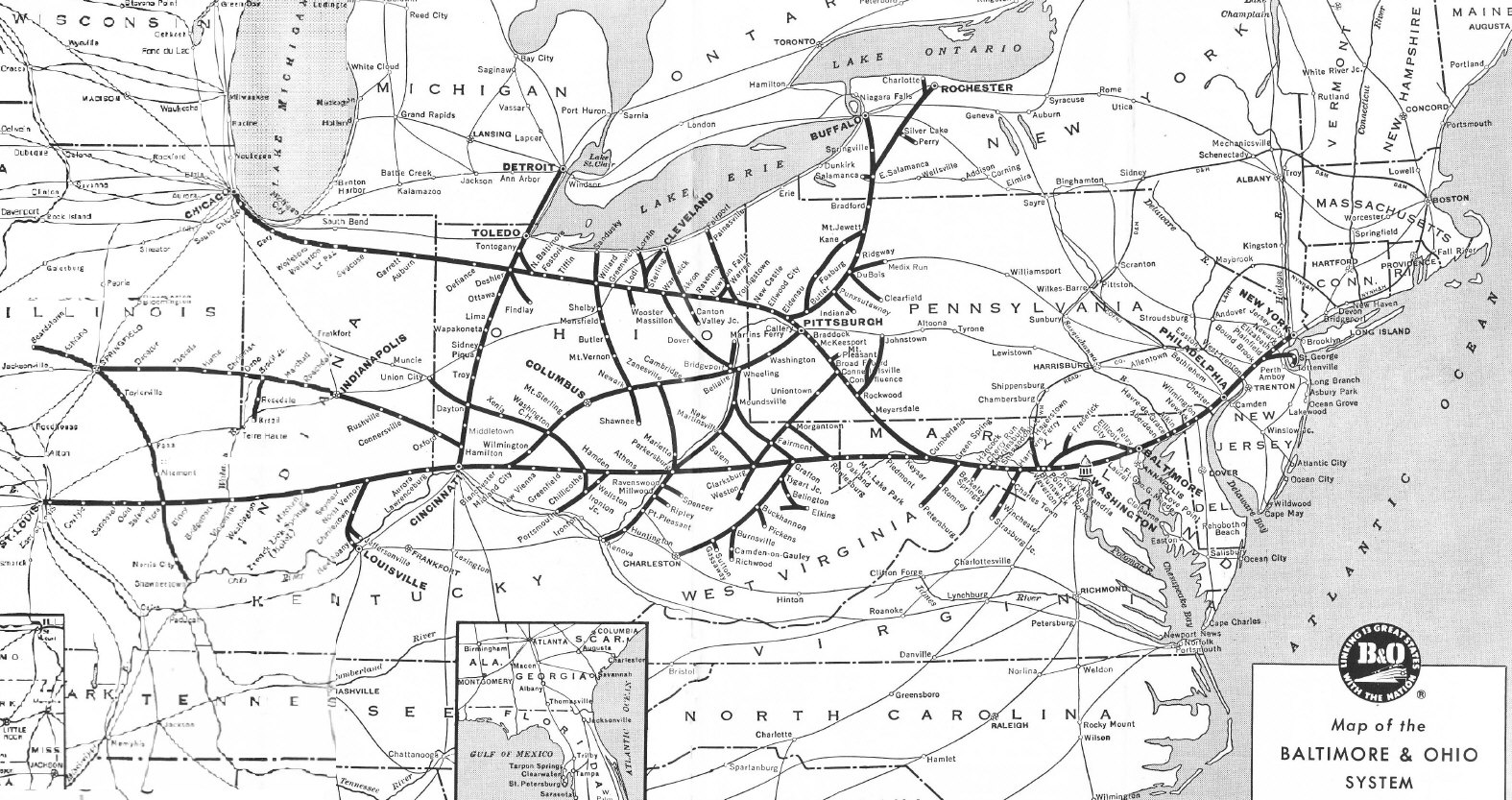
A Baltimore and Ohio Railroad vasúthálózata 1961 körül

A Baltimore and Ohio Railroad (BO) volt az első közfuvarozó vasúttársaság és az Amerikai Egyesült Államok legrégebbi vasúttársasága. B&O néven működött 1830-tól 1987-ig, amikor beolvadt a Chessie Systembe; vonalait ma a CSX Transportation ellenőrzi.
A vasúttársaságot azért alapították, hogy kiszolgálja a baltimore-i kereskedőket, akik az Appalache-hegységen átkelő telepesekkel akartak üzletet kötni. Több meglévő és tervezett közúttal és csatornával versenyzett volna, köztük az Erie- és a Chesapeake and Ohio-csatornával. A Baltimore-i kikötőből nyugatra építkezve a B&O 1834-ben elérte a marylandi Sandy Hookot, 1842-ben Cumberlandet, 1852-ben a virginiai Moundsville-tl, 1853-ban Wheelinget, 1857-ben pedig a virginiai Parkersburget, az év egy részében a hajózást megnehezítő zúgók alatt.
A vasúttársaság, amelynek tulajdonosai az Unió szimpatizánsai voltak, döntő fontosságúnak bizonyult az északiak sikeréhez az amerikai polgárháború alatt, amely jelentős károkat okozott a rendszerben. A polgárháborút követően a B&O több virginiai és nyugat-virginiai betétvonalat összevont, és nyugat felé, Ohio, Indiana és Illinois felé terjeszkedett.
1970 végén a B&O 5552 mérföldnyi útvonalat és 10 449 mérföldnyi pályát üzemeltetett, nem számítva bele a Staten Island Rapid Transit-ot (SIRT) vagy a Reading Railroad-ot és leányvállalatait. Egy sor fúzió után a B&O 1980-ban a CSX Transportation (CSX) hálózatának részévé vált.
A B&O-t a vasúti közlekedés terén úttörő jelentőségű innovációiról ismerték. Ez volt az első amerikai vasút, amely gőzmozdonyt üzemeltetett, történelmi infrastruktúrát épített, és rangos személyvonatokat üzemeltetett. További hírnevet szerzett azzal, hogy a népszerű Monopoly társasjáték eredeti változatában a négy vasút egyikeként szerepelt.